# John D'Aquino
John D'Aquino, född 14 april 1958 i New York, är en amerikansk skådespelare och dramalärare.

## Filmografi (urval)
- 1985 – Amazing Stories (TV-serie) (1 avsnitt)
- 1987 – 21 Jump Street (TV-serie) (1 avsnitt)
- 1987 – Ingen utväg
- 1987 – Magnum (TV-serie) (1 avsnitt)
- 1989–1992 – Matlock (TV-serie) (2 avsnitt)
- 1989–1993 – Quantum Leap (TV-serie) (3 avsnitt)
- 1991 – P.S. I Luv You (TV-serie) (1 avsnitt)
- 1992–1996 – Mord och inga visor (TV-serie) (3 avsnitt)
- 1993–1995 – Seaquest DSV (TV-serie) (24 avsnitt)
- 1995 – Baywatch (TV-serie) (1 avsnitt)
- 1996 – Lois & Clark (TV-serie) (1 avsnitt)
- 1996 – Seinfeld (TV-serie) (1 avsnitt)
- 1996 – Tredje klotet från solen (TV-serie) (4 avsnitt)
- 1997 – Pensacola - vingar av guld (TV-serie) (1 avsnitt)
- 1997 – Xena – Krigarprinsessan (TV-serie) (1 avsnitt)
- 1998 – Martial Law (TV-serie) (1 avsnitt)
- 1999 – Melrose Place (TV-serie) (1 avsnitt)
- 1999 – VIP (TV-serie) (1 avsnitt)
- 2000–2005 – På heder och samvete (TV-serie) (11 avsnitt)
- 2001 – That's My Bush! (TV-serie) (8 avsnitt)
- 2004 – Jordan, rättsläkare (TV-serie) (1 avsnitt)
- 2007–2008 – Cory i Vita huset (TV-serie) (34 avsnitt)
- 2007 – Hannah Montana (TV-serie) (1 avsnitt)
- 2007 – Shark (TV-serie) (1 avsnitt)
- 2007 – Weeds (TV-serie) (1 avsnitt)
- 2008 – Monk (TV-serie) (1 avsnitt)
- 2009 – CSI: Crime Scene Investigation (TV-serie) (1 avsnitt)
- 2010 – Cold Case (TV-serie) (1 avsnitt)
- 2011 – Shake It Up (TV-serie) (1 avsnitt)
- 2013 – Dexter (TV-serie) (2 avsnitt)
- 2013 – Major Crimes (TV-serie) (1 avsnitt)
- 2015 – NCIS (TV-serie) (1 avsnitt)
- 2015 – The Mentalist (TV-serie) (1 avsnitt)
- 2018 – K.C. Hemlig agent (TV-serie) (1 avsnitt)
- 2021 – S.W.A.T. (TV-serie) (1 avsnitt)